# Helgi Guðjónsson
Helgi Guðjónsson (* 4. August 1999) ist ein isländischer Fußballspieler.

## Sportlicher Werdegang
Helgi entstammt der Jugend von Fram Reykjavík. Frühzeitig rückte er ins Blickfeld des Knattspyrnusamband Íslands und nahm mit der isländischen Juniorennationalmannschaft an den Olympischen Jugend-Sommerspielen 2014 im chinesischen Nanjing teil. im Fußballwettbewerb erreichte er mit der Mannschaft das Halbfinale, in dem der europäische Vertreter im Elfmeterschießen – Helgi verwandelte als einziger Isländer seinen Strafstoß – gegen Südkorea ausschied. Beim 4:0-Erfolg über die kapverdische Auswahlmannschaft erzielte er seinen fünften Turniertreffer, damit holte er einerseits die Bronzemedaille und kürte sich andererseits gemeinsam mit dem Südkoreaner Kim Gyuhyeong zum Turniertorschützen. Anschließend lief er noch für die isländische U-15- sowie U-16-Nationalmannschaft auf.
2016 debütierte Helgi für Fram Reykjavík im Erwachsenenbereich. Schnell etablierte er sich in der Mannschaft und bestritt im Sommer 2018 bereits sein 50. Ligaspiel für den Klub.